# Christian Ramota
Christian Ramota, nemški rokometaš, * 14. april 1973.
Leta 2004 je na poletnih olimpijskih igrah v Atlanti v sestavi nemške reprezentance osvojil srebrno olimpijsko medaljo.